# Saci pris
Saci pris (portugisiska: Prêmio Saci) delas sedan 1951 ut årligen av O Estado de São Paulo och att hedra de bästa brasilianska teater- och filmkonstnärerna.
Under 1950- och 1960-talen var det den största utmärkelsen inom nationell film. Hans statyett var Saci, en berömd figur av brasiliansk folklore, skulpterad av plastkonstnären Victor Brecheret.

## Tilldelad urval
- Inezita Barroso (1953 and 1955)
- Tônia Carrero
- Walmor Chagas (1956)
- Cyro Del Nero[3]
- Jorge Dória[4]
- Odete Lara (1957)
- Eliane Lage (1953) för hennes prestation i Sinhá Moça
- Nydia Licia [5]
- Osvaldo Moles
- Rachel de Queiroz (1954)
- Mário Sérgio (1953)
- Ruth de Souza
- Eva Wilma[6]